# Петренчук, Вадим Кондратьевич
Вадим Кондратьевич Петренчук (12 февраля 1939, Москва — 12 мая 2021) — первый государственный тренер СССР по регби и активный деятель в области спорта высших достижений.
В 1959 г. организовал команду по регби в Московском авиационном институте. В период с 1959 по 1971 г. был игроком, капитаном и тренером команды. Время его тренерской работы оценивается как наиболее результативное для команды МАИ.
В период работы Петренчука В. К. на должности государственного тренера по регби в структуре Госкомспорта СССР (1973—1987 гг.), советское регби получило популярность в стране и признание на мировых полях.
С 2001—2011 член Президиума и исполнительный директор Союза регбистов России (СРР).
С декабря 2011 года — советник президента Федерации регби России.
Вадим Кондратьевич Петренчук одним из первых вошёл в «Зал Славы» российского регби.

## Биография

### Студенческие годы и начало регбийного движения
Вадим Петренчук родился и провёл детские и юношеские годы в пос. Мамонтовка (Пушкино), Московской области. По воспоминаниям Петренчука В. К. его знакомство с регби произошло следующим образом:

Выпуск нашей школы в Мамонтовке в Подмосковье был очень сильный — 17 медалистов… Все увлекались разными видами спорта… Все готовились к поступлению в престижные вузы — МАИ, МВТУ, МЭИ, МФТИ. В результате трое оказались в МАИ и один в МВТУ. Однажды наш «бауманец» принёс регбийный мяч и рассказал о том, что в Техническом училище им. Баумана играют вот таким мячом в захватывающую игру.

В сентябре 1958 года на главном корпусе Московского авиационного института, В. Петренчук, в то время студент 2-го курса факультета «Двигатели летательных аппаратов» (инженер-механик ракетных двигателей), повесил объявление о том, что все желающие заниматься новым видом спорта — регби, должны собраться на стадионе, благо он находился прямо под окнами учебного корпуса. Пришло довольно много заинтересовавшихся, большинство которых имело хорошую подготовку в различных видах спорта. Из этих ребят и сформировался костяк команды, которая начала успешное шествие по спортивным вершинам студенческого спорта.
Уже в октябре 1959 г. команда, организованная В. Петренчуком, выступает в Первом междугороднем турнире в котором приняли участие команды МАИ, МВТУ, Воронежской лесотехнической академии и Николаевского педагогического института.
В сезоне 1960 года в составе команды МАИ В. Петренчук стал чемпионом Москвы. В 1963 г., игрок сборной команды по регби ДСО «Буревестник» в составе которой выиграл чемпионат ВЦСПС.

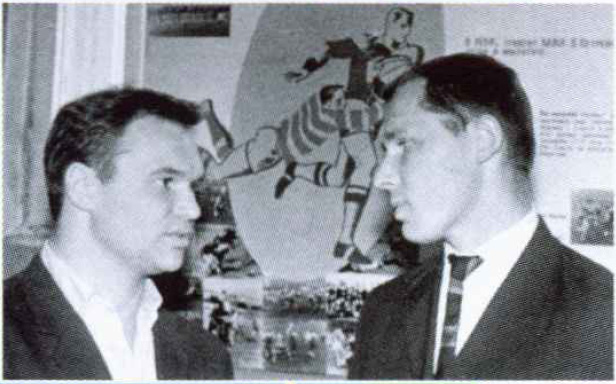
Первые тренеры команды МАИ, Владимир Анненков и Вадим Петренчук (справа)

Окончив институт в 1963 г. и начав трудовую деятельность в ОКБ-1 (ныне РКК «Энергия»), В. Петренчук не оставляет занятия спортом и возглавляет регбийную команду «МАИ» с 1966 по 1971 г. в качестве тренера. Под его руководством маёвцы добились наивысших успехов за всю историю существования команды, завоевав бронзовую медаль (1969 г.) и две серебряные (1970, 1971 гг.) чемпионата СССР
С 1964 по 1968 г. В. Петренчук занимает пост председателя тренерского совета Федерации регби г. Москвы.
С 1967 по 1989 г. — член Президиума Всесоюзной федерации регби;

В 1972 г. Петренчуку В. К. присвоен статус тренера по регби высшей категории

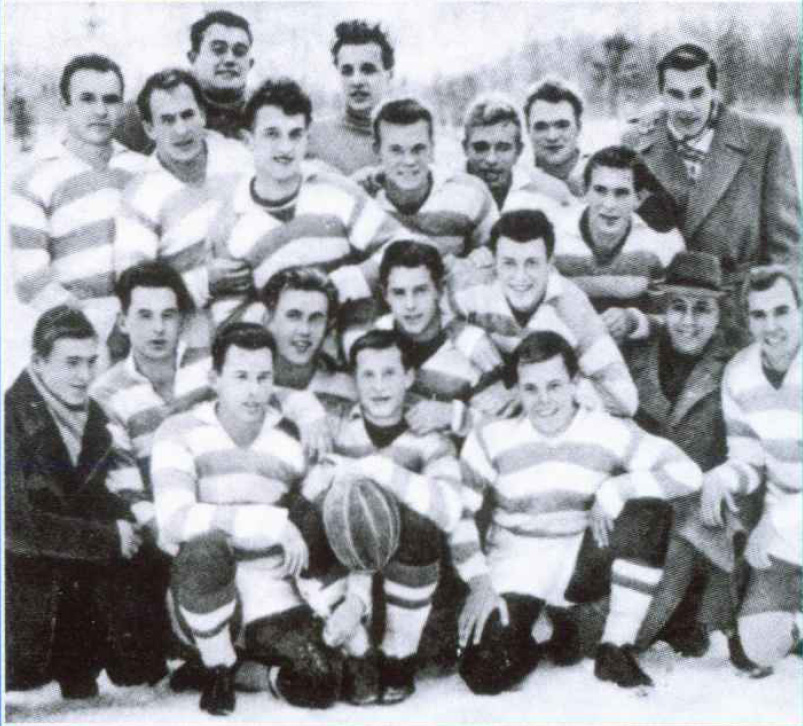
Команда МАИ 1960г. (Петренчук В., первый, слева от мяча))
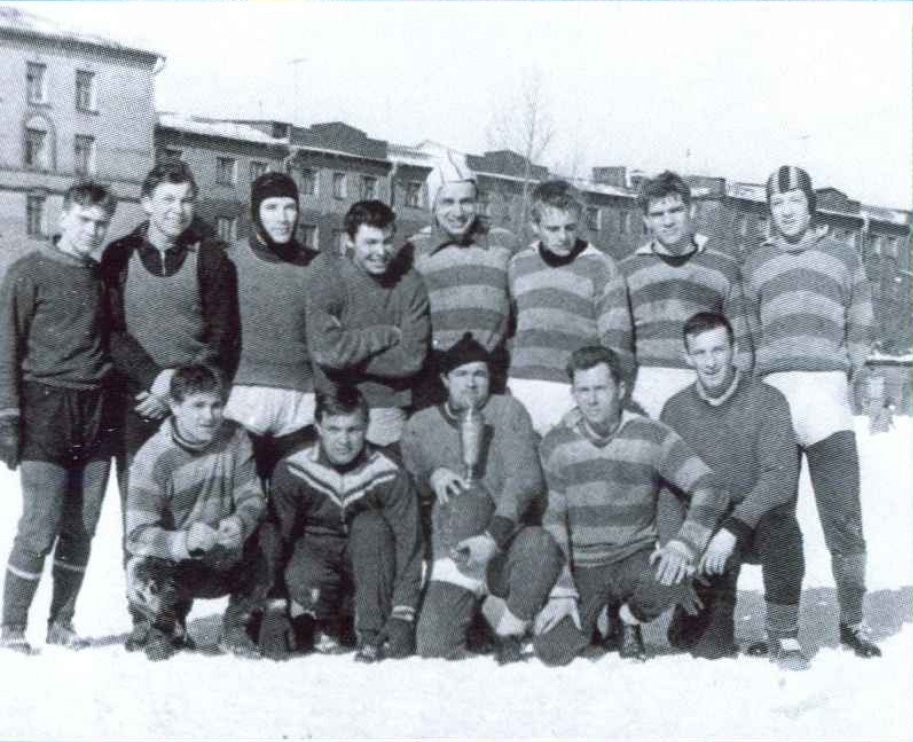
Команда МАИ 1962г. (Петренчук В., первый, справа от кубка)
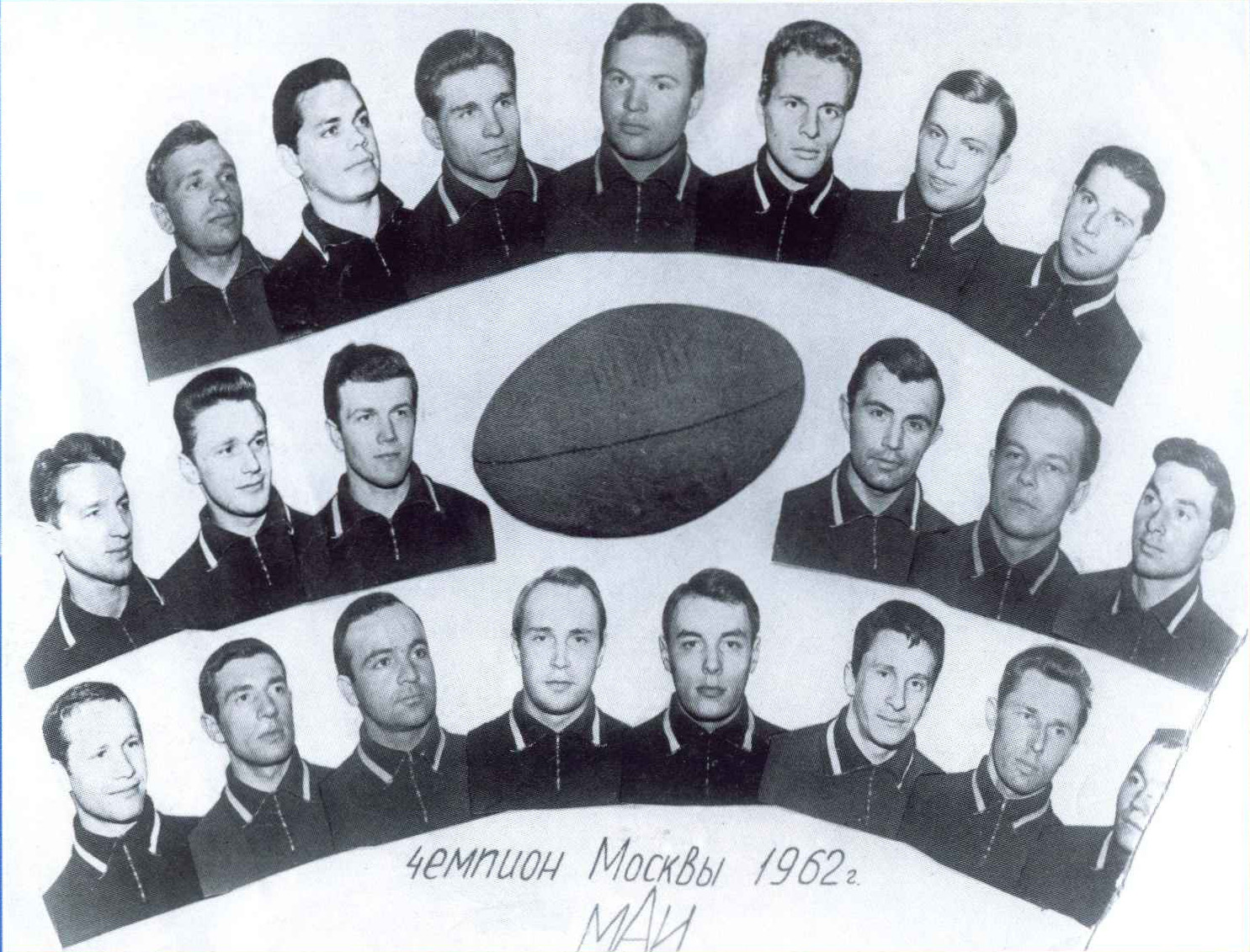
Команда МАИ - чемпионы г. Москвы 1962г.(Петренчук В., второй справа и нижнем ряду)
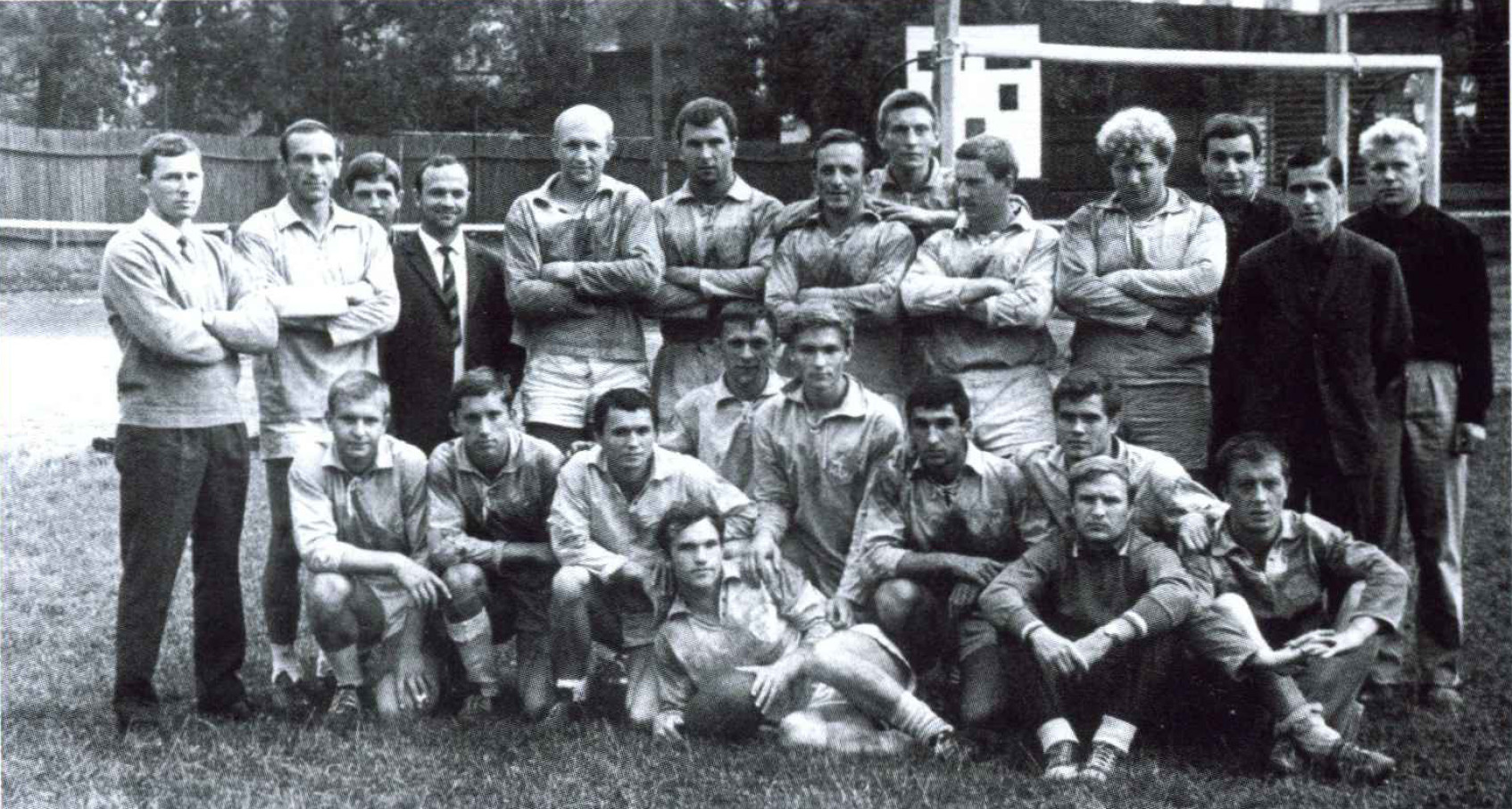
Команда МАИ 1968г. (Петренчук В., первый слева)
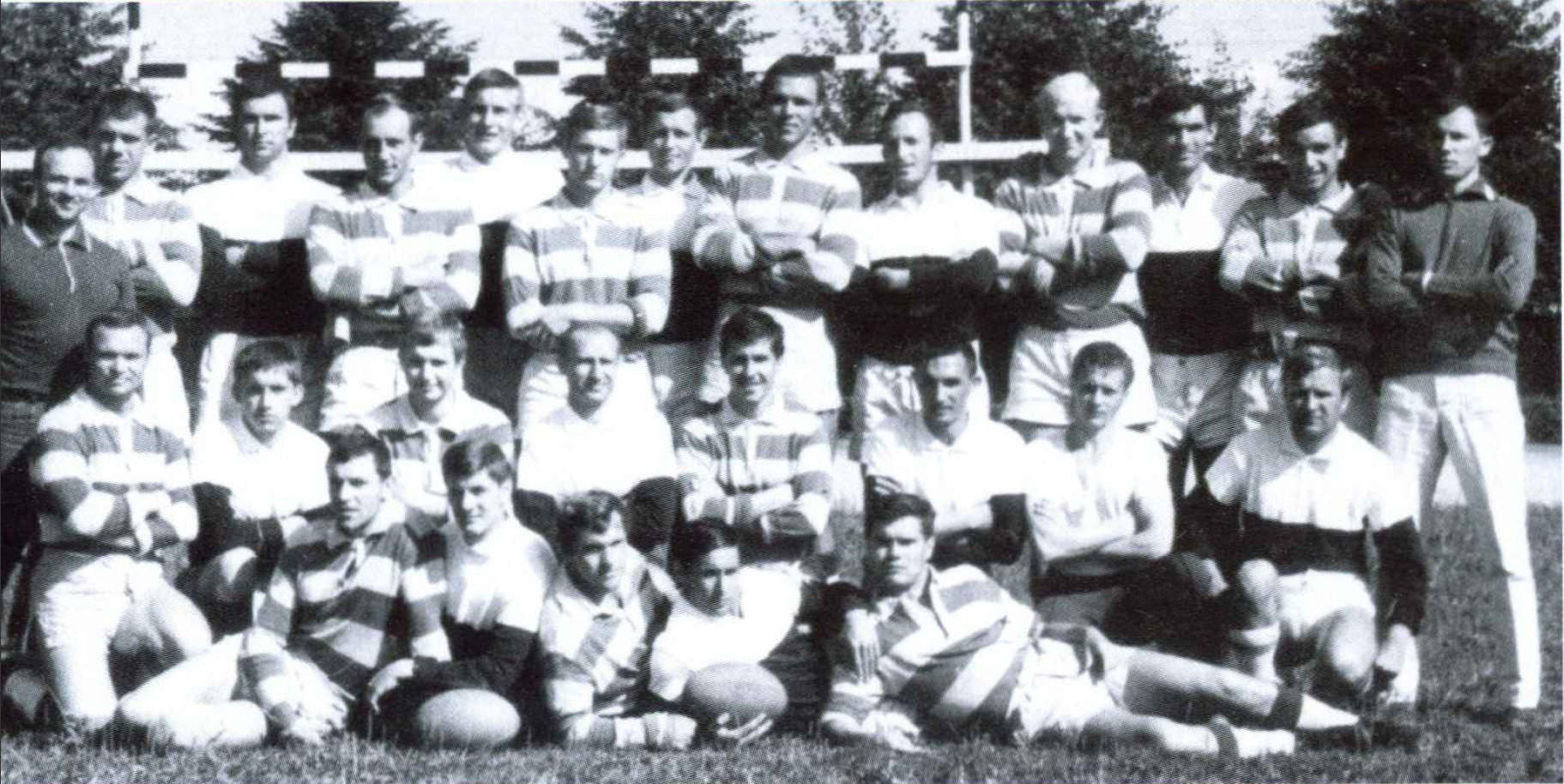
Команда МАИ 1969г. (Петренчук В., первый справа)
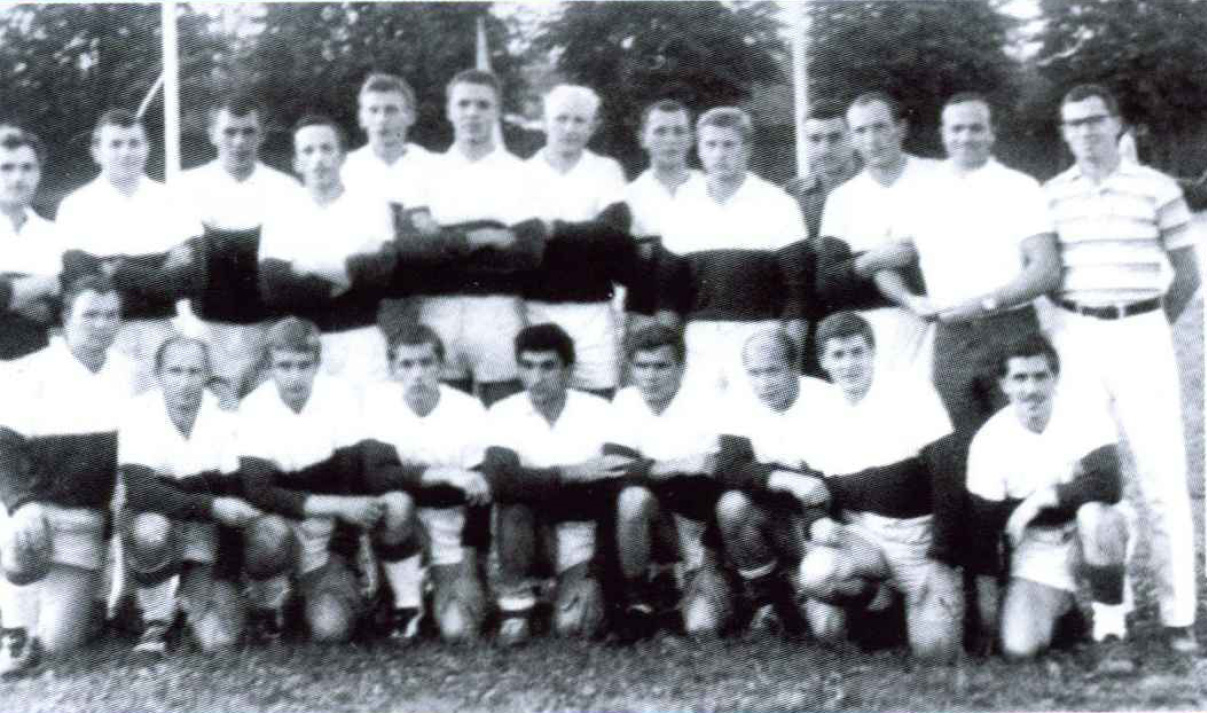
Команда МАИ 1970г. (Петренчук В., первый справа)
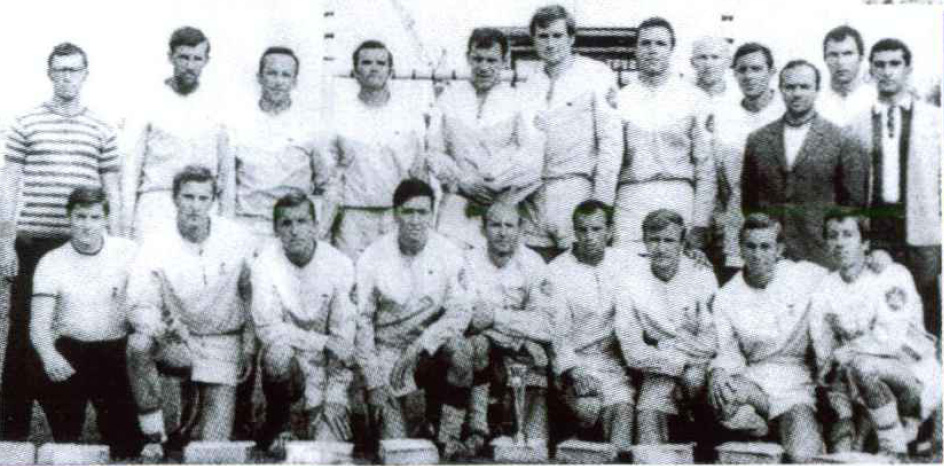
Команда МАИ 1971г. (Петренчук В., первый слева во втором ряду)

### Развитие регбийного движения
В 1973 г. В. К. Петренчук назначается Государственным тренером СССР по регби. Утверждена программа развития регби в СССР на ближайшие годы. Основными вехами обозначены вступление в FIRA, организация сборной команды и т. д. В 70-х годах В. К. Петренчук занимается проблемами регбийного движения на государственном уровне, представляет советский спорт в международных спортивных организациях по регби — в Объединении федераций регби социалистических стран и в FIRA.

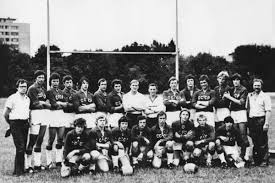
Первенство FIRA среди юниоров 1978 г. Сборная команда юниоров СССР — бронзовый призёр. Слева направо стоят: Петренчук В. К., Ш.Хусаинов, С.Федорков, А.Юсим, В.Иванов, А.Жуков, В.Кузнецов, Некрасов В. Н., Хроменков В. П., А.Парамонов, А.Беликов, В.Петухов, С.Некрасов, К.Руденко, Аненков В. В. Сидят: А.Комляков, В.Федоров, В. Смирнов, М.Паршин, И.Успенский, А.Чванов, Ю.Дмитриев, И.Миронов.

В 1978 г. Петренчук В. К. заканчивает спортивный факультет Московского областного государственного института физической культуры (МОГИФК). Помимо своей основной деятельности участвует в написании статей и учебно-методической литературы.
При непосредственном участии Петренчука В. К. в 1974 году была впервые создана сборная команда СССР по регби, которая успешно дебютировала в чемпионате Европы, а уже через два года выступала в высшей лиге этого чемпионата. С 1976 по 1983, Петренчук В. К., член Исполкома Европейской федерации регби (FIRA).
В 1992 году, Вадим Петренчук вместе с Александром Григорьянцом выступил с инициативой создания клуба ветеранов регби «Буревестник», вице-президентом которого он избирался с 1992 по 2000гг
В 1994 г. в составе команды ветеранов регби, Вадим Петренчук лично участвовал во Всемирных Играх ветеранов спорта в г. Брисбен (Австралия);
С 2001 г. по 2011 г. в качестве исполнительного директора Союза регбистов России, Петренчук В. К. руководил деятельностью директората (исполнительного органа СРР), в том числе и текущей международной деятельностью СРР.
С декабря 2011 года — советник президента Федерации регби России.

В декабре 2011 г. Вадим Кондратьевич Петренчук одним из первых вошёл в «Зал Славы» российского регби.

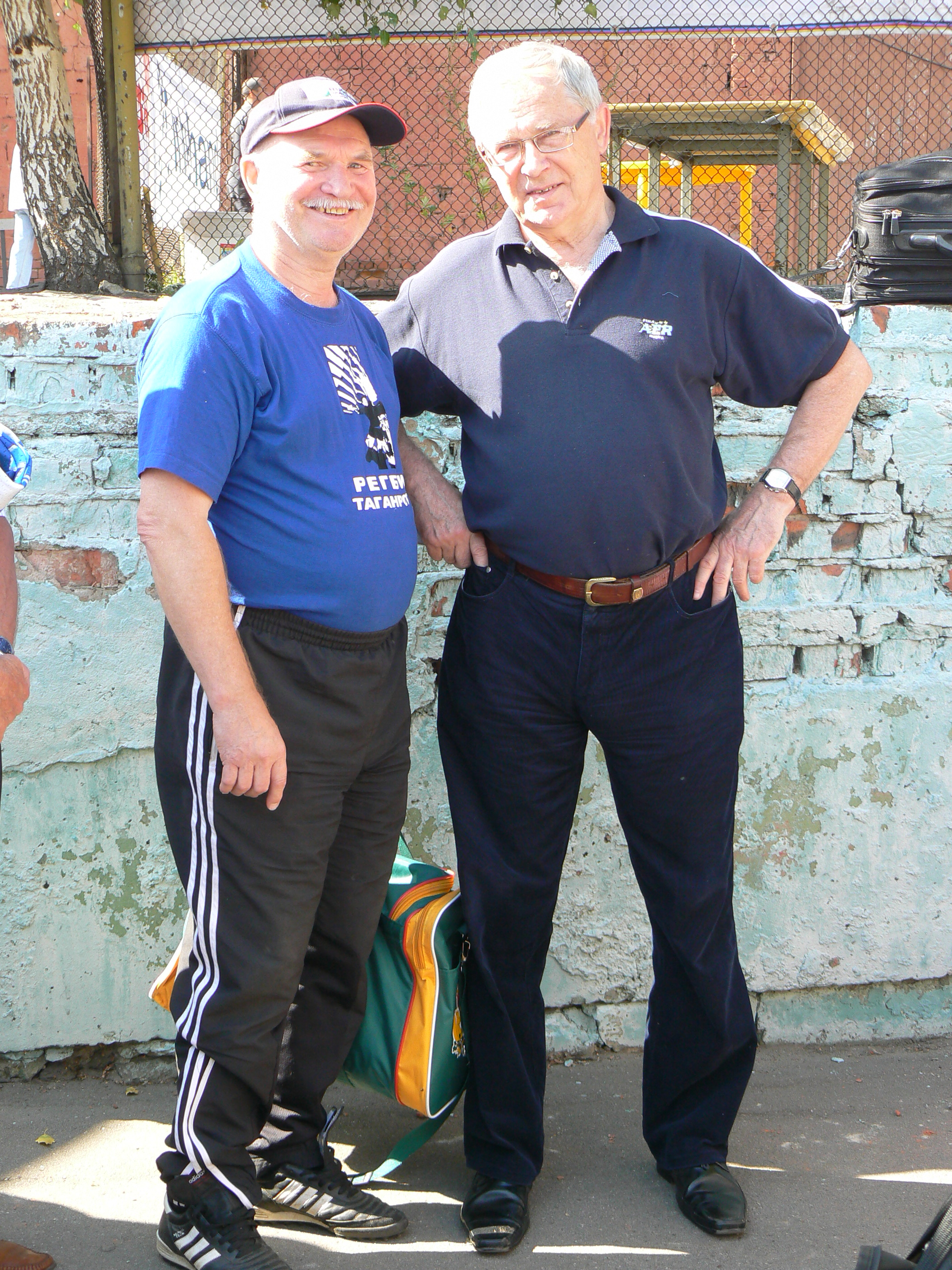
В. Анненков и В. Петренчук (2009 г.)
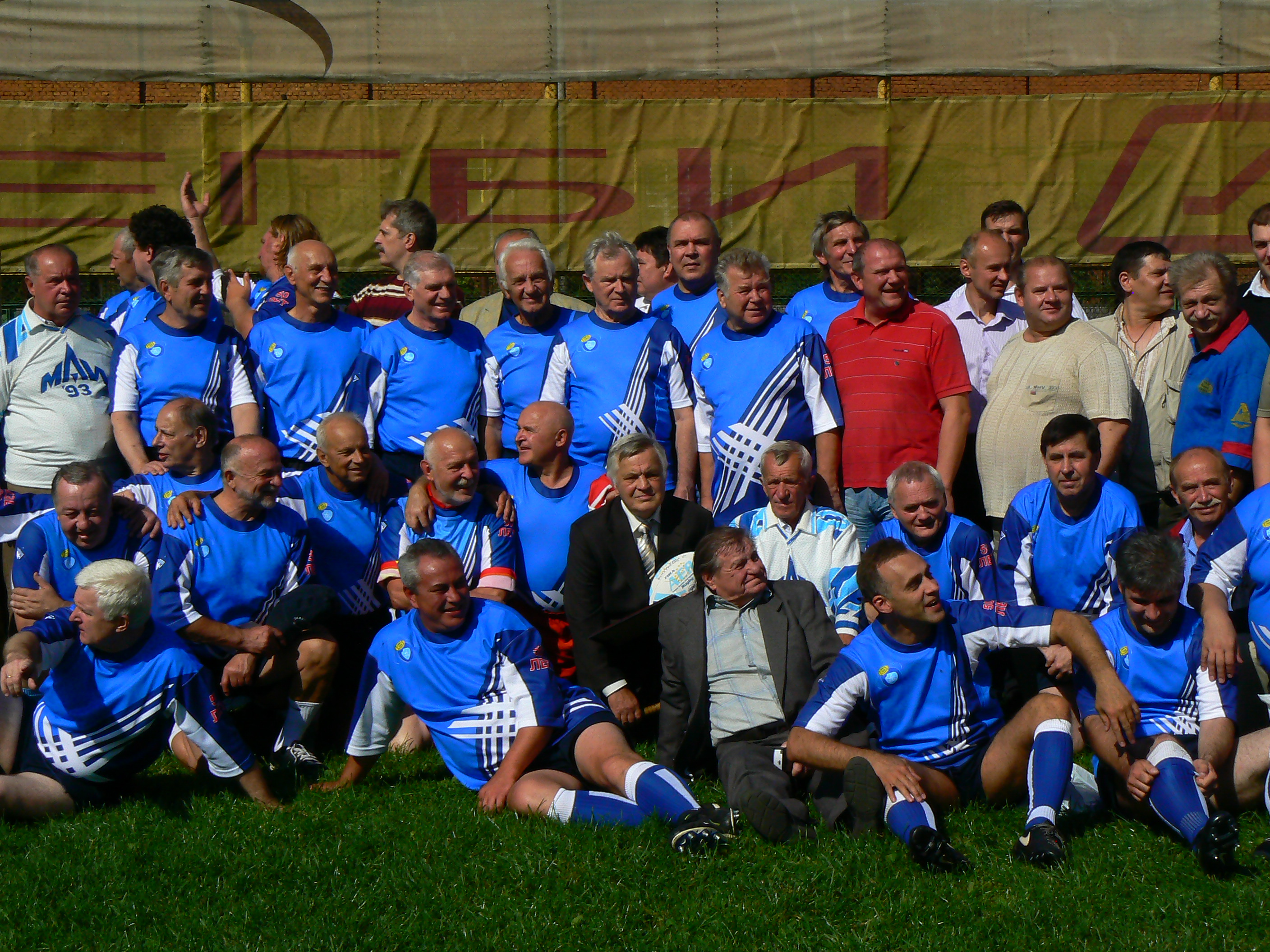
Команде МАИ 50 лет (2009 г.)

Скончался 12 мая 2021 года.

## Спортивные достижения
- Бронзовый призёр чемпионата СССР: 1969
- Серебряный призёр чемпионата СССР: 1970, 1971

## Иные награды
- 1980 — бронзовая медаль FIRA
- 1985 — звание и знак «Отличник физической культуры и спорта СССР»
- 1987 — почётный знак «За долголетнюю работу в Спорткомитете СССР»
- 1998 (?) — медаль «Ветеран труда»
- 1999 — Почётный знак «За заслуги в развитии физической культуры и спорта»
- 2009 — серебряная медаль FIRA

## Авторство книг и статей
- Регби. Основы техники и тактики игры. Учебно-методическое пособие. — 1968.

- Спорт в современном обществе. Сборник материалов Всемирного спортивного конгресса. (Автор двух докладов, вошедших в сборник). — 1980.

- Холодов Ж.К., Варакин Б.А., Петренчук В.К. Основы подготовки регбистов. Методическое издание. — Физкультура и спорт, 1984. — 189 с. — ISBN 5-1576351.

- Варакин Б.А., Иванюхин Р.Р., Петренчук В.К. Программа по регби для ДЮСШ.
- Петренчук В. Румынские виртуозы // Спортивные игры. — 1976. — № 6. — С. 28-29.
- Петренчук В. Большие манёвры // Спортивные игры. — 1976. — № 10. — С. 28-29.
- Петренчук В. Какая она, модель команды? / Петренчук В., Холодов Ж. // Спортивные игры. — 1978. — № 7. — С. 4.
- Петренчук В. Не всё ещё гладко / Петренчук В., Холодов Ж. // Спортивные игры. — 1979. — № 3. — С. 20-21.
- Хроменков В. Взрослым — «бронза», Юниорам — «серебро» / Хроменков В., Петренчук В. // Спортивные игры. — 1979. — № 8. — С. 16-17.
- Петренчук В. Острые грани овального мяча // Спортивные игры. — 1979. — № 11. — С. 20.
- Петренчук В. Поиск ресурсов / Петренчук В., Холодов Ж., Соколов Ф. // Спортивные игры. — 1980. — N 4. — С. 18-19.
- Петренчук В. Под знаком атаки // Спортивные игры. — 1984. — № 8. — С. 24-25.
- Петренчук В. Кто научит учителей? // Спортивные игры. — 1986. — № 1. — С. 26.
- Петренчук В. Как выбрать «пик» // Спортивные игры. — 1986. — № 11. — С. 24.
- автор сценариев нескольких учебно-методических фильмов киностудии «Союзспортфильм» (1978—1986)